# تلخ زبان
تلخ زبان (نام علمی: Helminthotheca echioides) نام یک گونه از تیره کاسنیان است.